# Cimon de Cléones
Pour les articles homonymes, voir Cimon (homonymie).
Cimon de Cléones (en grec ancien : Κίμων) est un peintre grec de Cléones du VIe siècle av. J.-C. Aucune de ses peintures n'a été conservée.

## Histoire
Cimon de Cléones fît faire à l'art de peindre des progrès considérables en inventant les raccourcis, c'est-à-dire que, tout en employant encore les teintes plates, il chercha par le dessin, à rendre la perspective. Il réussit à exprimer l'anatomie du corps humain ainsi que le moelleux des étoffes.
Son influence sur la peinture de vases à figures rouges du potier Nicosthènès et le texte de Pline permettent de penser que Cimon fut un peintre polychrome. C'est d'ailleurs à cette époque (-520-530) que les édifices, les statues, les marbres, la pierre, tout est enluminé de vives couleurs.

## Œuvres
Malheureusement, les témoignages anciens sur ce peintre ne cite aucun tableau. Mais ce que Cimon semble avoir peint de préférence, ce sont des figures d'athlètes, où il pouvait, suivant l'expression de Pline, faire saillir les veines.